# 日本精神科看護協会
一般社団法人日本精神科看護協会（にほんせいしんかかんごきょうかい、英称：Japanese Psychiatric Nurses Association、英略称： JPNA）は、精神科看護に携わる人々を主たる対象とした看護職能団体である。
2012年（平成24年度）の会員数は、約4万人である。下部組織として47都道府県に支部を持つ。

## 事業
活動理念：「こころの健康を通して　だれもが安心して暮らせる　社会をつくります。」
主な事業は次の内容である。
1. 精神科看護領域の学術の振興を図り、その成果を活用して精神障がい者を支援していく事業育
2. 精神障がい者の自立を目指す活動に協力し、支援していく事業
3. 診療所等、医療の提供に必要な施設を運営していく事業
4. 訪問看護等の提供に関する事業
5. 障がい者総合支援、介護保険に関する事業および事業所等を運営していく事業
6. 自治体およびその関係団体事業に関する受託事業
7. 一般公衆に対する精神保健医療福祉に関する普及啓発活動
8. 会員に情報提供を行う事業
9. 会員間の相互啓発・相互扶助を図る事業
10. 施設の貸与に関する事業
11. その他、本協会の目的を達成するために必要な事業
12. 精神科看護業務に関する調査
13. 精神科看護に関する資料及び文献の収集並びに発行
14. 精神障がい者の社会復帰に関する援助活動
15. その他この法人の目的を達成するために必要な事業

これらを次のような活動で具現化している。
- 精神科看護の定義
- 倫理綱領
- 日本精神科看護学術集会／日本精神科看護専門学術集会
- 講座／セミナーの開催
- 精神科認定看護師制度
- こころの日
- 精神保健福祉フォーラム
- 日精看ニュースの発行
- 看護研究助成
- 書籍の監修
- 政策提言

## 歴史
- 昭和22年7月 - 「全日本看護人協会」（略称 全看協）を結成発足し、男子の看護者50余名をもって、精神看護技術の向上、相互親睦を目的とする。
- 昭和24年 - 厚生省委託による「全国看護人再教育講習会」を開催。
- 昭和33年5月 - 全看協を発展的に解組し、男女会員から成る「日本精神科看護協会」として新たに発足。学術中心の職能団体となる。会員数800名、5支部。
- 昭和33年6月 - 第1回日本精神科看護学会を開催。
- 昭和43年5月 - 20年来の運動が実り、保健婦助産婦看護婦法の一部改正により、「看護人」が「看護士」と改正される。
- 昭和49年8月 - 東京都府中市紅葉丘3-54-15に会館を設立する。会員数14,755名、45支部。
- 昭和51年5月 - 厚生省から法人認可され、「社団法人日本精神科看護技術協会」と改称する。会員数17,013名、45支部。
- 昭和63年4月 - 全都道府県に支部設置。47支部、会員数25,402名。
- 平成6年5月 - 精神科認定看護婦・看護士制度を創設する。
- 平成6年6月 - 東京都府中市府中町1-14-1　朝日生命府中ビルに事務所を移転し、研修会場を併設する。
- 平成9年3月 - 会員数3万名を突破（30,483名）。
- 平成9年4月 - 精神科認定看護師誕生（5名）。
- 平成13年11月 - 東京都中央区日本橋馬喰町2-3-2　セントピアビル8Fに事務所を移転。
- 平成14年3月 - 会員数4万名を突破（40,203名）。
- 平成16年5月 - 「精神科看護の定義」、「精神科倫理綱領」を改訂。
- 平成17年5月 - 法人認可30周年。
- 平成19年4月 - 精神科認定看護師制度改正。
- 平成19年5月 - 京都府京都市上京区新町今出川下る徳大寺殿町345　ホテルレジーナ京都内に京都研修センター開設。
- 平成19年7月 - 「精神科認定看護師」（Ⓡ登録5021998）、「こころの日」（Ⓡ登録5062254、Ⓡ登録5062255）
- 平成21年3月 - 京都府京都市中京区三条通烏丸西入御倉町85-1　烏丸ビル8Fに京都研修センター移転。
- 平成21年4月 - 東京都港区港南2-12-33　品川キャナルビル7Fに事務所を移転。
- 平成22年4月 - 九州地区にネット九州（地区共同事務所）を開設。
- 平成22年11月 - 「精神科看護」（Ⓡ登録5366768）
- 平成25年4月 - 515名の精神科認定看護師を登録。
- 平成26年4月 - 内閣府から「一般社団法人」の移行認可を受け、「日本精神科看護協会」と改称する。
- 平成28年6月 - 第１回「わたしが見つけた！アート写真コンテスト」を開催。
- 令和元年10月 - 東京都品川区南品川3丁目7-7（品川区立障害児者総合支援施設内）　にっせいかん青物横丁クリニック、にっせいかん青物横丁ナースステーション開設。
- 令和3年3月 - 京都研修センター閉館。
- 令和3年5月 - 「日本精神科看護協会＼Japanese Psychiatric Nurses Association 」（Ⓡ登録6392315）,「JPNA」（Ⓡ登録6392316）、   「こころのこと、もっと。」（Ⓡ登録6392317）
- 令和4年9月 - にっせいかん青物横丁クリニック閉鎖
- 令和5年1月 - にっせいかん青物横丁ナースステーション閉鎖